# Dünner Straße 273 (Mönchengladbach)

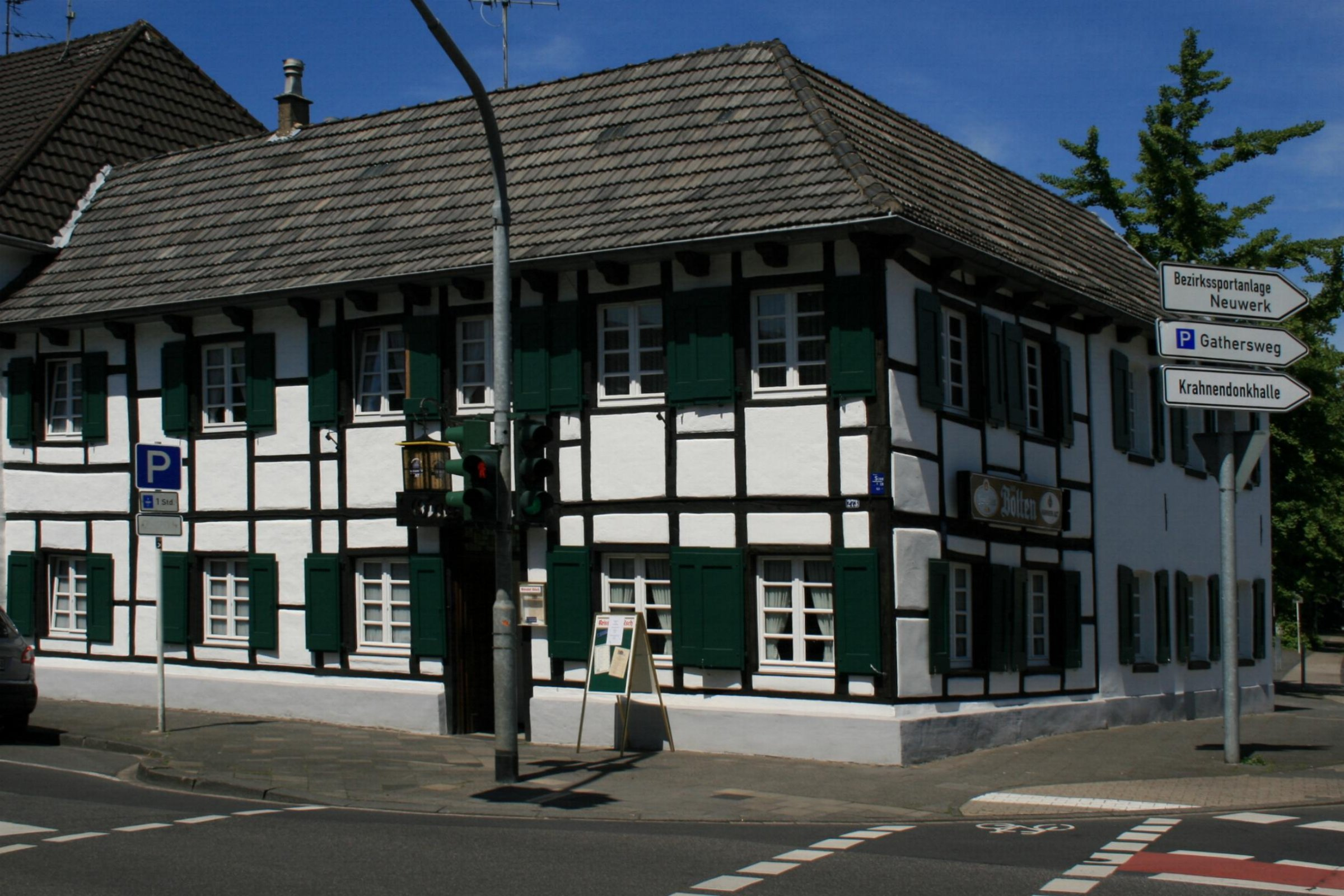
Fachwerkhaus (2010)

Das Fachwerkhaus Dünner Straße 273 steht im Stadtteil Neuwerk-Dünn in Mönchengladbach (Nordrhein-Westfalen).
Das Haus wurde in der zweiten Hälfte des 18. Jahrhunderts erbaut. Es ist unter Nr. D 003 am 4. Dezember 1984 in die Denkmalliste der Stadt Mönchengladbach eingetragen worden.

## Architektur
Im Stadtteil Neuwerk an der Dünner Straße steht das zweigeschossige Wohn- und Stallgebäude aus der zweiten Hälfte des 18. Jahrhunderts. Das Fachwerkhaus, in dem eine Gastwirtschaft betrieben wird, ist der Rest der Bauwerke aus der älteren Siedlungsgeschichte im engeren Bereich des Klosters Neuwerk.
Der Eingang zur Gaststätte befindet sich an der Dünner Straße. Rechtsseitlich anschließend an der Straße Krahnendonk wird das Gebäudeprofil fortgeführt durch einen Dreifensteranbau traufenständig in massiv Mauerwerk ausgeführt.